# Göteborgs Kristine församling
För andra betydelser, se Kristine församling.
Göteborgs Kristine församling (även kallad bara Kristine församling) var en församling i Göteborgs stift och i Göteborgs kommun. Församlingen uppgick 1974 i Domkyrkoförsamlingen i Göteborg.

## Historia
Behovet var stort av att hålla gudstjänster i Tyska församlingen även på svenska, varför ett kungligt brev av den 16 oktober 1773 förordnade att församlingens präster därefter skulle predika även på svenska. Sedan dess hade församlingen en tysk och en svensk avdelning med gemensam församlingsstyrelse och kyrkobokföring. Vid stadens indelning i territoriella församlingar år 1883, upplöstes den svenska avdelningen för att uppgå i de respektive territoriella församlingarna. Den ursprungliga Christinae församling blev då kvar som icke territoriell (personell) församling. Ytterligare en Kristine församling bildades genom kungligt brev av den 5 maj 1882. Den var territoriell och bildades av Nordstadens kvarter, med följande omfattning: området väster om Gullbergsån och Mölndalsån från Gullbergsbron till Fattighusån samt norr om Fattighusån och Stora Hamnkanalen till Göta älv. De båda församlingarna med snarlikt namn ålades att gemensamt förvalta de kassor och övriga penningmedel samt andra angelägenheter som hade varit samlade hos den tidigare Christinae församling.

### Administrativ historik
Församlingen bildades 1 maj 1883 som en territoriell del till Tyska Christinae församling. 7 juli 1885 införlivades Göteborgs fattighusförsamling.
Den 1 januari 1969 överfördes från Göteborgs Kristine församling till den då bildade Göteborgs S:t Pauli församling ett område med 2 768 invånare och omfattande en areal av 0,13 km² (varav allt land).
Göteborgs Kristine församling uppgick den 1 januari 1974 i Göteborgs domkyrkoförsamling, som samtidigt fick namnet Domkyrkoförsamlingen i Göteborg. Församlingen hade 4 063 invånare när den upphörde.

#### Pastorat
Göteborgs Kristine församling utgjorde ett eget pastorat.

## Areal
Göteborgs Kristine församling omfattade vid dess upplösning den 1 januari 1974 en areal av 2,8 kvadratkilometer, varav 2,5 kvadratkilometer land.

## Befolkningsutveckling
| Befolkningsutvecklingen i Göteborgs Kristine församling 1860–1970 | Befolkningsutvecklingen i Göteborgs Kristine församling 1860–1970 | Befolkningsutvecklingen i Göteborgs Kristine församling 1860–1970 | Befolkningsutvecklingen i Göteborgs Kristine församling 1860–1970 | Befolkningsutvecklingen i Göteborgs Kristine församling 1860–1970 |
| --- | ----------------------------------------------------------------- | ----------------------------------------------------------------- | ----------------------------------------------------------------- | ----------------------------------------------------------------- |
| |                                                                   |                                                                   |                                                                   |                                                                   |
| År |                                                                   |                                                                   | Folkmängd                                                         |                                                                   |
| 1860 | 1860                                                              |                                                                   | 5 665                                                             |                                                                   |
| 1870 | 1870                                                              |                                                                   | 6 394                                                             |                                                                   |
| 1880 | 1880                                                              |                                                                   | 11 362                                                            |                                                                   |
| 1890 | 1890                                                              |                                                                   | 9 941                                                             |                                                                   |
| 1900 | 1900                                                              |                                                                   | 11 481                                                            |                                                                   |
| 1910 | 1910                                                              |                                                                   | 10 885                                                            |                                                                   |
| 1920 | 1920                                                              |                                                                   | 11 897                                                            |                                                                   |
| 1930 | 1930                                                              |                                                                   | 11 086                                                            |                                                                   |
| 1935 | 1935                                                              |                                                                   | 10 298                                                            |                                                                   |
| 1940 | 1940                                                              |                                                                   | 9 876                                                             |                                                                   |
| 1945 | 1945                                                              |                                                                   | 9 063                                                             |                                                                   |
| 1950 | 1950                                                              |                                                                   | 19 578                                                            |                                                                   |
| 1955 | 1955                                                              |                                                                   | 17 218                                                            |                                                                   |
| 1960 | 1960                                                              |                                                                   | 14 835                                                            |                                                                   |
| 1965 | 1965                                                              |                                                                   | 12 194                                                            |                                                                   |
| 1970 | 1970                                                              |                                                                   | 5 246                                                             |                                                                   |
| Anm: 1860-1880 avser befolkningen i Christinae församlings svenska avdelning. För åren 1860-1945: befolkning enligt folkräkning 31 december enligt den administrativa indelningen den 1 januari följande år. 1950 avser befolkning enligt folkräkning den 31 december enligt den administrativa indelningen den 1 januari 1952. 1955-1970 avser befolkning 31 december enligt den administrativa indelningen den 1 januari följande år. Personer som var kyrkobokförda i den icke-territoriella Tyska Christinae församling men som bodde inom Göteborgs Kristina församlings gränser ingår inte i denna tabell. |                                                                   |                                                                   |                                                                   |                                                                   |

## Kyrkor
- Christinae kyrka